# Техник (сторожевой корабль)
«Техник» — советский речной сторожевой корабль, оборудованный в начале Отечественной войны из мобилизованного парового колёсного буксира.

## История службы
Паровой колёсный буксир был построен в 1931 году в Киеве на заводе «Ленинская кузня».
С началом войны «Техник» мобилизовали 23 июня 1941 года по предвоенному плану и после 6 июля полностью переоборудовали в военный корабль на заводе им. И. В. Сталина в Киеве. Буксир получил на вооружение всего одно 75-мм орудие, став таким образом одним из наиболее слабовооружённых сторожевиков флотилии. По тогдашней классификации корабли с артиллерией калибра 76 мм и меньше были «сторожевыми кораблями», а с орудиями калибра более 76 мм — «канонерскими лодками». Его командиром стал лейтенант запаса Ослянский Е. Б. (по другим данным - лейтенант запаса Гордиенко Н. Н., см. также историю службы сторожевого корабля «Парижская коммуна»).
11 июля «Техник» (в военных документах даётся также и номерное название «СК-4») включён в состав Припятского отряда речных кораблей (ОРК) Пинской военной флотилии (ПВФ). В течение июля - начала августа сторжевик вёл действия на реке Припять, взаимодействуя с другими кораблями флотилии (например: «Водопьянов», «Пушкин», «Река»). В связи с общей неблагоприятной обстановкой на фронте «Техник» постепенно отходил к устью Припяти. 28 августа корабль включили в состав Березинского ОРК с целью не допустить переправы противника через Днепр на участке Домантово - Теремцы.
На тот момент немцы уже захватили плацдарм на левом берегу Днепра несколько южнее, у села Окуниново, а также севернее в районе города Гомель.
Поэтому «Техник» вместе с другими кораблями Припятского и Березинского ОРК участвовал в так называемом втором окуниновском прорыве в Киев, где размещались штаб и снабженческие базы флотилии. Но близ села Доманотово, ещё на подходе к вражескому плацдарму у Окуниново, сторжевик попал под сильный огонь с правого берега. На корабле начался пожар, и вскоре он затонул.